# Haniyasu

Rodowód Haniyasu

Haniyasu (jap. ハニヤス) - w mitologii japońskiej bóstwo gleby. W jego imieniu hani (jap. 埴) oznacza glinę, natomiast Haniyasu - "ugniatanie gleby aż stanie się miękka". Powstał ze związku Izanami i Izanagi. W Nihon shoki widnieje jako Haniyasu no Kami (jap. 埴安神). Według Kojiki tuż po tym, jak Izanami zmarła przy urodzeniu boga ognia, z kału wydalonego przez nią w chwili śmierci powstały dwa bóstwa: Haniyasubiko no Kami (jap. 波邇夜須毘古神) i Haniyasubime no Kami (jap. 波邇夜須毘売神). W chramie Haruna w mieście Takasaki Haniyasu czczony jest pod dwoma postaciami: Haniyamahiko no Kami (jap. 埴山彦神) oraz Haniyamahime no Kami (jap. 埴山姫神). Haniyasu odpowiada za poprawny przebieg defekacji.